# Jean-Baptiste-Gaspard d'Ansse de Villoison
Jean-Baptiste-Gaspard d'Ansse de Villoison, né à Corbeil-Essonnes le 5 mars 1750 et mort à Paris le 28 avril 1805, est un helléniste et philologue français, connu surtout pour sa reconstitution du texte de l'Iliade d'Homère.

## Biographie
Helléniste et latiniste, il apprend aussi l'arabe, le syriaque et l'hébreu. Il se rend à Constantinople avec Choiseul-Gouffier, puis séjourne quelques semaines dans les monastères du Mont Athos à la recherche de manuscrits dans les bibliothèques. Auteur de nombreuses traductions et d'éditions de textes grecs, il est élu membre de l'Académie royale des inscriptions et belles-lettres en 1791. À Paris, il se lie d'une vive amitié avec le philologue et érudit grec Adamantios Koraïs dont il encourage les travaux d'édition sur les textes d'Hippocrate. En 1804, il est nommé professeur au Collège de France, où il occupe la chaire de grec moderne créée pour lui et qu'il intitule « chaire de langue grecque ancienne et moderne ». Il est en effet le premier à comprendre que la langue grecque parlée et les coutumes traditionnelles apportent un incomparable témoignage sur l'Antiquité, le premier à penser qu'il fallait rechercher le cours de leur évolution durant toute la période de l'Empire byzantin, et jusqu'à l'époque contemporaine. Il est aussi le premier à avoir porté un intérêt philologique au dialecte tsakonien.

## Ouvrages
- Apollonii Sophistae lexicon graecum Iliadis et Odysseae. Primus ex codice manuscripto Sangermanensi in lucem vindicavit et versionem latinam adjecit Johannes Baptista Casparus d'Ansse de Villoison. Accedit huc usque inedita Philemonis grammatici fragmenta, tertii Iliadis libri prosaica metaphrasis graeca cum notulis et variantibus lectionibus, metaphrasisque et tertii Iliadis libri (2 volumes, 1773)
- ΛÓΓΓΟΥ ΠΟΙΜΕΝΙΚΩN ΤΩΝ ΚΑΤΑ ΔÁΦΝΙΝ ΚΑΙ ΧΛÓΗΝ ΒÍΒΛOI ΤÉΤΤΑΡΕΣ. Longi Pastoralium de Daphnide et Chloe, libri quatuor. Ex recensione & cum Animadversionibus Johan.-Baptistae Casparis d’Ansse de Villoison, Regiae Inscriptioum Academiae Paris. Regiae Lond. nec non & Antiquariae, Regiae Berolinensis, Gotting. Manhem. Upsal. Matrit. Massil. Corton. Romae, &c. Societatum Socii, Paris, François Ambroise Didot, 1778
- Anecdota graeca e regia parisiensi & e veneta S. Marci bibliothecis deprompta (2 volumes, 1781)
- Nova versio graeca Proverbiorum, Ecclesiastis, Cantici Canticorum, Ruthi, Threnorum, Danielis, et selectorum Pentateuchi locorum ex unico S. Marci bibliothecae codice Veneto nunc primum eruta et notulis illustrata a Johanne Baptista Caspare D'Ansse de Villoison (1784)
- Homeri Ilias ad veteris codicis veneti fidem recensita. Scholia in eam antiquissima ex eodem codice aliisque, nunc primum edidit cum asteriscis, obeliscis aliisque signis criticis Joh. Baptista Caspar d'Ansse de Villoison (1788)
- De l'Hellade à la Grèce : voyage en Grèce et au Levant (1784-1786), édité par Étienne Famerie, G. Olms, Hildesheim ; New York, 2006.
- Le voyage à Venise, édité par Laurent Calvié, Toulouse, 2018.